# 1976年至1977年英格蘭足總盃
1976/77球季英格蘭足總盃（英語：FA Cup），是第96屆英格蘭足總盃，今屆賽事的冠軍是曼聯，他們在決賽以2:1擊敗利物浦，奪得冠軍。
去屆決賽落敗的曼聯，今屆終於收成正果，贏得冠軍。

## 外部連結
1. 英格蘭足總盃官網Archive-It的存檔，存档日期2012-04-24
2. 英格蘭足總盃 歷屆冠軍（页面存档备份，存于）